# 彰化縣和美鎮大榮國民小學
彰化縣和美鎮大榮國民小學位於臺灣彰化縣和美鎮東南方的一所國民小學，簡稱大榮國小，佔地1.2公頃，創校於1965年8月 。

## 沿革
彰化縣和美鎮大榮國民小學位於和美鎮東南方，佔地1.2公頃。南佃里、鎮平里、源埤里原為大嘉國小學區，但因距離大嘉國小較遠，學童通學不便。在當地士紳及地方政府推動下，於1965年5月開始籌備建校。1965年8月成立「和美鎮大嘉國小學分校」。1968年2月1日，定名為「大榮國民學校」。1968年8月1日實施九年國民教育，校名改稱為今日的「彰化縣和美鎮大榮國民小學」。

## 教學環境
教學環境除了班級教室、各類科任教室、操場、藝文館外，2019年9月設立彰化縣第九座玉山圖書館及大榮非營利幼兒園。2020年9月設置社區多元中心。2023年10月執行彰化縣政府推動的「美域．美育－彰化縣美感校園環境營造計畫」將行政大樓川堂改造為可以展示學生作品的藝文走廊。

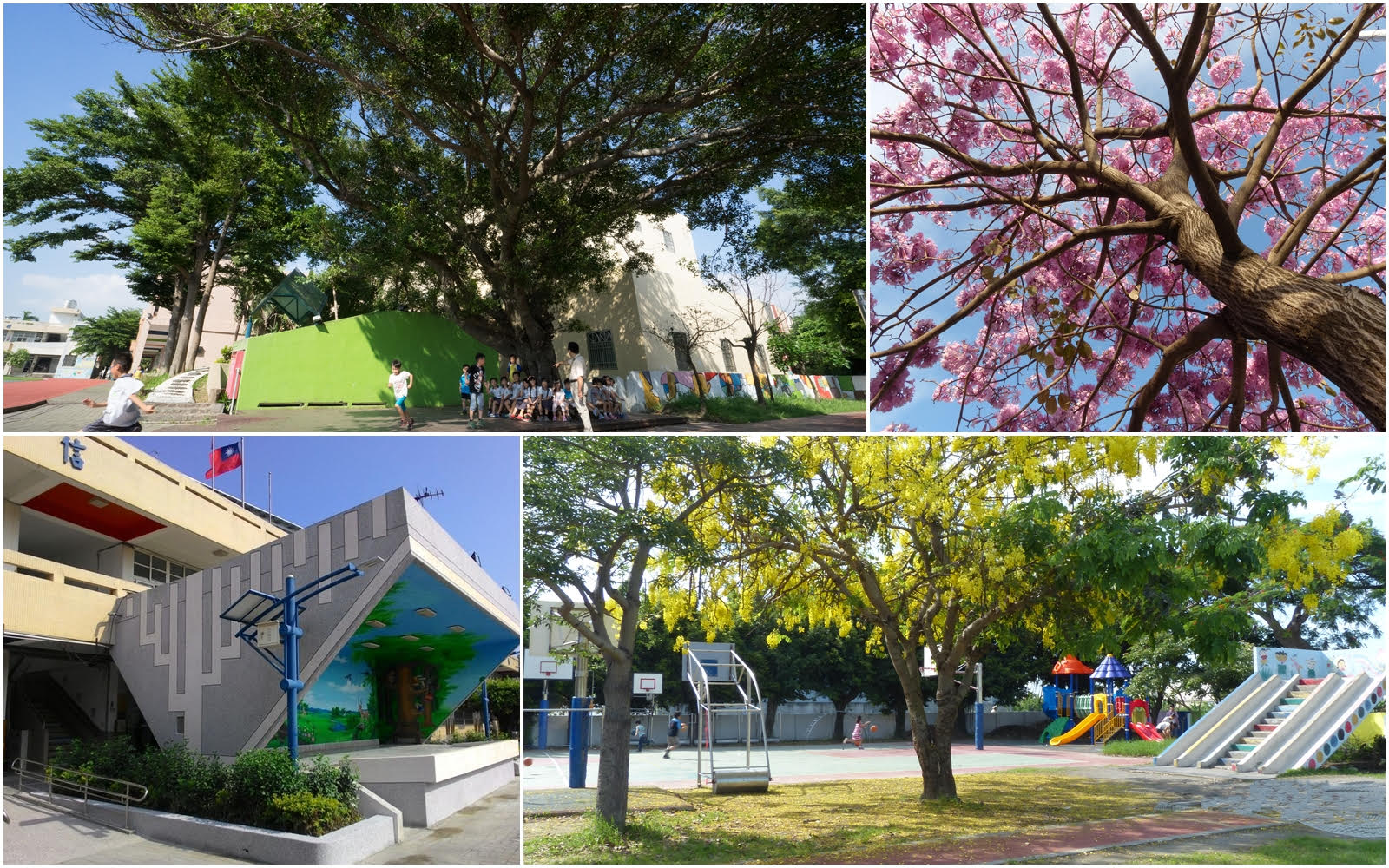
大榮國小校內特色景點

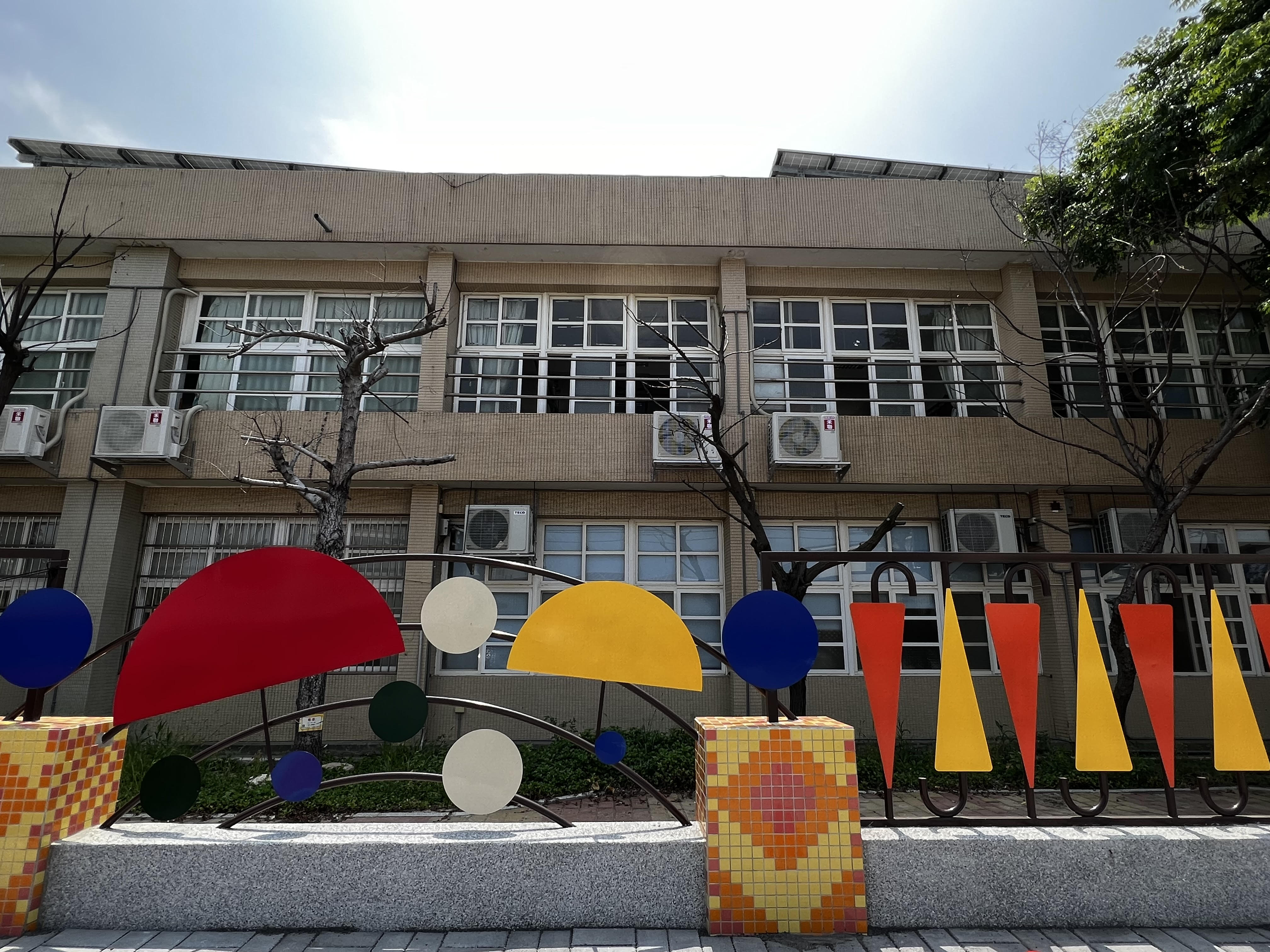
大榮國小雨傘造型之圍牆

## 歷任校長
以下資料來自《和美鎮志》
| 姓名   | 任期                 |
| 陳永安 | 1968年8月-1972年8月  |
| 胡 亮  | 1972年9月-1978年8月  |
| 朱景榮 | 1978年9月-1983年2月  |
| 顏貽源 | 1983年3月-1987年9月  |
| 呂瑞霓 | 1987年10月-1994年2月 |
| 鄭瑞琴 | 1994年3月-1997年8月  |
| 施玉峰 | 1997年9月-1999年7月  |
| 王昭泰 | 1999年8月-2007年1月  |
| 鍾萬春 | 2007年2月-2012年7月  |
| 陳龍彬 | 2012年8月-2019年1月  |
| 胡慧嘉 | 2019年2月-2024年7月  |
| 曾美娟 | 2024年8月-           |

## 傑出校友
- 張東正：彰化縣議會第十六、十七屆議員
- 李崇彥：和美鎮鎮平里里長

## 外部連結
- 大榮國民小學的Facebook專頁